# جورج ماكنزي
جورج ماكنزي (بالإنجليزية: George McKenzie)‏ (22 سبتمبر 1901 – 5 أبريل 1941) هو ملاكم من المملكة المتحدة راحل، مثّل بلاده في الألعاب الأولمبية الصيفية 1920.

## روابط خارجية
جورج ماكنزي على موقع بوكس ريك (الإنجليزية) (registration required)
- جورج ماكنزي على موقع أوليمبيديا (الإنجليزية)
- جورج ماكنزي على موقع اللجنة الأولمبية البريطانية (الإنجليزية)